# Schron amunicyjny „Swoszowice”
Schron amunicyjny „Swoszowice” został wzniesiony w latach 1913–1914 według typowego projektu opracowanego przed 1913 roku. Posiada konstrukcję kamienno-ceglaną ze stropem stalowo-betonowym, pokrytym blachą. Schron posiada jedno duże pomieszczenie magazynowe doświetlone dwoma oknami. Podzielono je ścianką działową z cegły na przedsionek i izbę właściwą. Ścianka działowa posiada otwór strzelniczy osłaniający wejście. Stosowano oświetlenie naftowe, lampy umieszczano w niszach ściennych zamykanych oszklonymi drzwiczkami. Wejście do schronu zamykane było dwuskrzydłowymi drzwiami pancernymi i kratą ze stalowych prętów na ramie z kątownika, okna zabezpieczały okiennice pancerne. Obiekt obsypany jest od czoła i boków ziemią. Schron zachowany jest w dobrym stanie. (stan na 2006)
Schron wraz z pobliskim fortem pancernym 7 listopada 2012 został wpisany do rejestru zabytków.